# 1862年逝世人物列表
1862年逝世人物列表：1月 - 2月 - 3月 - 4月 - 5月 - 6月 - 7月 - 8月 - 9月 - 10月 - 11月 - 12月
下面是1862年逝世的知名人士列表。

## 1月

### 1月10日
- 撒母耳·柯爾特，美國槍械發明家[1]

### 1月18日
- 约翰·泰勒，71歲，美國第10任總統

### 1月20日
- 哈裡特·奧伯，英國詩人

## 2月

### 2月3日
- 让-巴蒂斯特·毕奥，法國物理學家、天文學家和數學家

### 2月7日
- 弗朗西斯科·德·保拉·馬丁內斯·德拉羅薩·貝爾德霍，西班牙首相
- 普罗斯珀·梅尼埃，法國科學家

### 2月20日
- 弗朗西斯科·巴拉格塔斯，菲律賓詩人
- 威廉·華萊士·林肯，美國總統亞伯拉罕·林肯和瑪麗·托德·林肯的第三個兒子

### 2月21日
- 賈斯汀努斯·克納，德國醫生

### 2月24日
- 伯恩哈德·塞弗林·英格曼，丹麥小說家、詩人

### 2月25日
- 喬納森·海因，英國襪子製造商

## 3月

### 3月22日
- 曼努埃爾·羅伯斯·佩蘇埃拉，墨西哥前總統（被處決）

## 4月

### 4月6日
- 阿爾伯特·西德尼·約翰斯頓，美國邦聯將軍

### 4月9日
- 约翰·托马斯，英國維多利亞時代雕塑家

### 4月10日
- W. H. L. Wallace，美國內戰聯盟將軍（因傷去世）

### 4月19日
- 路易士·哈威，威斯康星州州長

## 5月

### 5月6日
- 亨利·戴维·梭罗，美國作家、哲學家

### 5月16日
- 愛德華·吉本·韋克菲爾德，英國殖民理論家

### 5月21日
- 老約翰·德魯，愛爾蘭裔美國演員、經理

### 5月25日
- 胡安娜·阿祖杜伊·德·帕迪拉，南美遊擊隊軍事領袖

### 5月29日
- 亨利·湯瑪斯·巴克爾，英國歷史學家，有時被稱為“科學史之父”
- Franciszek Mirecki，波蘭作曲家、音樂指揮家和音樂教師

## 6月

### 6月3日
- 約翰·利，美國流行病學家

### 6月17日
- 查理斯·坎寧，第一代坎寧伯爵，英國印度總督

### 6月20日
- 羅馬尼亞第一任總理巴尔布·卡塔尔久

## 7月

### 7月23日
- 何塞·瑪麗亞·博卡內格拉，墨西哥第三任總統

### 7月24日
- 马丁·范布伦，79歲，美國第8任總統

## 8月

### 8月18日
- 西門·菲沙，加拿大探險家

### 8月20日
- 哈威艾拉·卡雷拉，智利獨立鬥士

## 9月

### 9月3日
- 本因坊秀策，日本圍棋選手

### 9月6日
- 約翰·薩姆納，坎特伯雷大主教

### 9月10日
- 巴拉圭總統卡洛斯·安东尼奥·洛佩斯

### 9月14日
- 查理斯·倫諾克斯·理查森，英國商人在日本被謀殺

### 9月24日
- 裘蒂思·蒙特菲奧雷，英國語言學家
- 安東·馬丁·斯洛姆謝克，斯洛維尼亞羅馬天主教主教

## 10月

### 10月8日
- 詹姆斯·沃克，蘇格蘭工程師

### 10月15日
- 漢斯·丹尼爾·路德維希·弗裡德里希·哈森普魯格，德國政治家

## 11月

### 11月7日
- 巴哈杜爾·沙二世，第19位也是最後一位莫卧兒皇帝

### 11月13日
- 路德維希·烏蘭德，德國詩人

### 11月17日
- 瑪麗·惠特韋爾·黑爾，美國學校創始人

## 12月

### 12月4日
- 詹姆斯·貝內特，英國公理會牧師

### 12月13日
- 湯瑪斯·裡德·魯特斯·科布，美國邦聯將軍（陣亡）

### 12月18日
- 芭芭拉·弗里奇，美國內戰愛國者